# Kategoria e parë 2010/11
Die Kategoria e parë 2010/11 war die 63. Spielzeit der zweithöchsten albanischen Fußballliga und die 13. Saison unter diesem Namen. Sie begann am 11. September 2010 und endete am 16. Mai 2011.

## Modus
16 Mannschaften spielten an 30 Spieltagen jeweils zweimal gegeneinander. Die ersten vier Vereine stiegen direkt in die Kategoria Superiore auf, während der Fünfte und Sechste noch die Chance hatte, über die Relegation aufzusteigen. Die letzten beiden Vereine stiegen direkt in die Kategoria e dytë ab, die Teams auf den Plätzen 13 und 14 spielten in der Relegation gegen den Abstieg.

## Vereine
| Verein                   | Stadt       |
| ------------------------ | ----------- |
| KS Ada                   | Velipoja    |
| KS Adriatiku Mamurras    | Mamurras    |
| KF Apolonia Fier         | Fier        |
| KS Besëlidhja Lezha      | Lezha       |
| KF Bilisht Sport         | Bilisht     |
| KS Burreli               | Burrel      |
| KS Gramozi Erseka        | Erseka      |
| KF Gramshi               | Gramsh      |
| KS Kamza                 | Kamza       |
| KS Luftëtari Gjirokastra | Gjirokastra |
| KS Lushnja               | Lushnja     |
| FK Partizani Tirana      | Tirana      |
| KS Pogradeci             | Pogradec    |
| KF Tërbuni Puka          | Puka        |
| FK Tomori Berat          | Berat       |
| KF Vlora                 | Vlora       |

## Abschlusstabelle
| Pl. | Verein                    | Sp. | S  | U | N  | Tore    | Diff. | Punkte |
| --- | ------------------------- | --- | -- | - | -- | ------- | ----- | ------ |
| 1.  | KS Pogradeci              | 30  | 22 | 2 | 6  | 056:270 | +29   | 68     |
| 2.  | FK Tomori Berat (N)       | 30  | 20 | 3 | 7  | 050:240 | +26   | 63     |
| 3.  | KS Kamza                  | 30  | 17 | 9 | 4  | 042:200 | +22   | 60     |
| 4.  | KF Apolonia Fier (A)      | 30  | 18 | 6 | 6  | 050:310 | +19   | 60     |
| 5.  | KS Besëlidhja Lezha       | 30  | 16 | 9 | 5  | 040:170 | +23   | 57     |
| 6.  | KF Adriatiku Mamurras (N) | 30  | 13 | 4 | 13 | 030:290 | +1    | 43     |
| 7.  | KS Lushnja                | 30  | 12 | 3 | 15 | 035:250 | +10   | 39     |
| 8.  | KS Gramozi Erseka (A)     | 30  | 12 | 3 | 15 | 034:450 | −11   | 39     |
| 9.  | KS Ada                    | 30  | 11 | 4 | 15 | 040:410 | −1    | 37     |
| 10. | KS Luftëtari Gjirokastra  | 30  | 10 | 7 | 13 | 023:340 | −11   | 37     |
| 11. | KS Burreli                | 30  | 10 | 6 | 14 | 029:370 | −8    | 36     |
| 12. | KF Vlora (N)              | 30  | 10 | 4 | 16 | 036:470 | −11   | 34     |
| 13. | KF Gramshi                | 30  | 8  | 7 | 15 | 024:340 | −10   | 31     |
| 14. | KF Tërbuni Puka (N)       | 30  | 8  | 7 | 15 | 027:420 | −15   | 31     |
| 15. | KF Bilisht Sport          | 30  | 8  | 3 | 19 | 030:640 | −34   | 27     |
| 16. | FK Partizani Tirana       | 30  | 4  | 5 | 21 | 016:450 | −29   | 17     |

Platzierungskriterien: 1. Punkte – 2. Direkter Vergleich (Punkte, Tordifferenz, geschossene Tore) – 3. Tordifferenz – 4. geschossene Tore

| (A) | Absteiger aus der Kategoria Superiore 2009/10 |
| (N) | Neuaufsteiger                                 |

## Relegation
Aufstieg
| Datum        |                                               | Ergebnis  |                                               |
| ------------ | --------------------------------------------- | --------- | --------------------------------------------- |
| 25. Mai 2011 | KS Shkumbini Peqin 9. der Kategoria Superiore | 1:0 n. V. | KF Adriatiku Mamurras 6. der Kategoria e parë |
| 26. Mai 2011 | KS Besëlidhja Lezha 5. der Kategoria e parë   | 1:4       | KS Dinamo Tirana 10. der Kategoria Superiore  |

Abstieg
| Datum        |                                          | Ergebnis |                                       |
| ------------ | ---------------------------------------- | -------- | ------------------------------------- |
| 27. Mai 2011 | KF Tërbuni Puka 14. der Kategoria e parë | 1:2      | KF Skrapari 3. der Kategoria e dytë A |
| 27. Mai 2011 | KS Domodova 3. der Kategoria e dytë B    | 0:1      | KF Gramshi 13. der Kategoria e parë   |